# Нелеп Марія Яківна
Марі́я Я́ківна Не́леп, до шлюбу Косогон (1929—2005) — українська художниця. Представниця наївного мистецтва.

## Життєпис
Народилася 1929 року в Обухові на Київщині, у багатодітній родині. Змалку любила малювати. Зазнала важких років голодоморів 1933 та 1947 років, сирітства, тяжкої праці в колгоспі.
1952-го змушена була перебратися до Києва, щоб знайти роботу. Там працювала у наймах, влаштувалася на будівництво, на якому пропрацювала 36 років. Доглядала за хворим сином.
Мрію взятися за пензель мусила відкласти аж до 1970-х. Тоді почала відвідувати образотворчу студію при клубі заводу «Більшовик», опанувала основи олійного живопису.
Талант зауважили мистецтвознавці, відбирали її картини для виставок самодіяльних мистців. Кілька разів її роботи відзначали дипломами та грошовими нагородами.
Писала олійними фарбами на полотні, картоні, фанері й інших матеріалах. Сама робила рами до своїх картин і розмальовувала їх.
2005 року прийнята до Національної спілки майстрів народного мистецтва України.
Частина творчого доробку в Музеї Івана Гончара зберігається понад 400 її робіт.

## Вшанування
Її іменем названо вулицю в Обухові.